# Jaidate
Jaidate (en àrab الجعيدات, al-Jaʿīdāt; en amazic ⵊⵄⵉⴷⴰⵜ) és una comuna rural de la província de Rehamna, a la regió de Marràqueix-Safi, al Marroc. Segons el cens de 2014 tenia una població total de 12.330 persones.